# Дни музыки в Донауэшингене

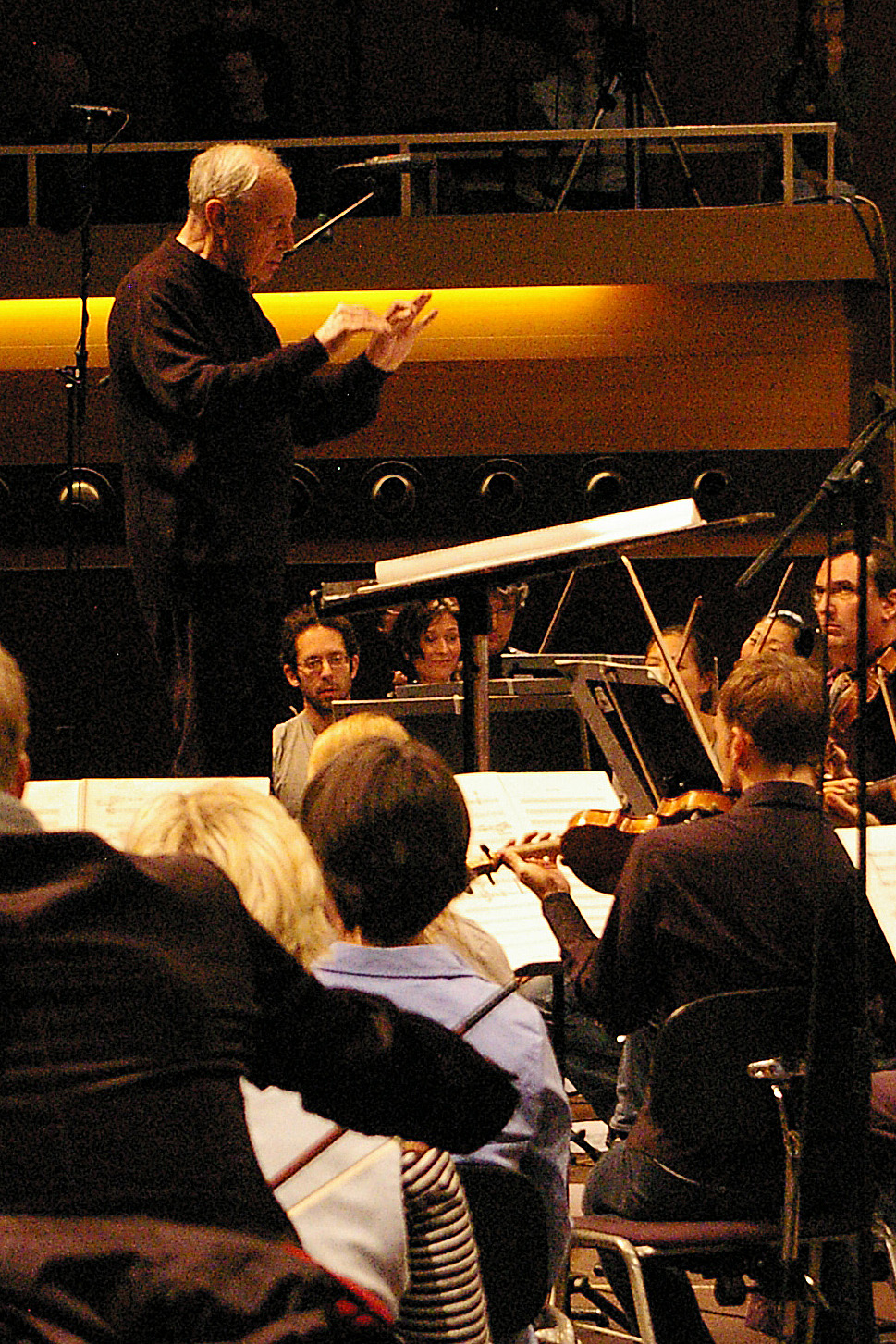
Пьер Булез репетирует своё сочинение с Оркестром Юго-Западного радио Германии (Дни музыки в Донауэшингене, 2008)

Дни музыки в Донауэшингене (нем. Donaueschinger Musiktage) — старейший фестиваль новой музыки, проходящий в немецком городе Донауэшинген с 1921 года.
У истоков фестиваля стояло Донауэшингенское общество друзей музыки, созданное в 1913 году под патронатом князей Фюрстенберг. В организационный комитет первого фестиваля вошли, в частности, Рихард Штраус, Ферруччо Бузони, Артур Никиш, Йозеф Хас, Ганс Пфицнер. Первоначально фестиваль получил название Донауэшингенские камерные концерты в поддержку современной музыки (нем. Donaueschinger Kammermusikaufführungen zur Förderung zeitgenössischer Tonkunst), со временем программа была расширена за счёт хоровой, а далее — и симфонической музыки. Первые фестивальные концерты, прошедшие 31 июля и 1 августа 1921 года, включали премьеры сочинений Пауля Хиндемита (струнный квартет № 3 Op. 16), Эрнста Кшенека (Серенада для кларнета, скрипки, альта и виолончели), Алоиса Габы, Карла Хорвица и Рудольфа Петерса, а также работы Альбана Берга, Филиппа Ярнаха и др. Среди композиторов, чьи произведения звучали на фестивале в 1920-е годы, были также Арнольд Шёнберг, Антон Веберн, Игорь Стравинский, Дариус Мийо, Богуслав Мартину, Бела Барток, Альфредо Казелла, Эдуард Эрдман, Фиделио Финке, Пауль Дессау, Курт Вайль, Эрвин Шульхоф, Эрнст Тох, Ханс Эйслер, Александр Черепнин, Эрнст Пеппинг, Ганс Краса.
В 1930-е гг. фестиваль проводился с перебоями; курс национал-социалистического руководства Германии на искоренение «дегенеративного искусства» привёл к запрету произведений большинства прежних участников фестиваля, их эмиграции или творческому молчанию. Под руководством оставшегося лояльным к режиму Хуго Хермана в Донауэшингене проводились фестивали под различными названиями: «Старая и новая камерная музыка швабско-алеманского региона» (нем. Alte und neue Kammermusik aus dem schwäbisch-alemannischen Raum), «Верхнерейнский музыкальный фестиваль» (нем. Oberrheinisches Musikfest) и др. В первые послевоенные годы Херман предпринял попытку вернуться к более раннему фокусу фестиваля на новейшей музыке.
В 1950 году общее руководство фестивалем перешло к руководителю музыкального вещания Юго-Западного радио Германии Генриху Штробелю и руководителю работавшего под патронатом радиостанции Оркестра Юго-Западного радио Германии Гансу Росбауду, в связи с чем программа фестиваля, названного Донауэшингенские дни современной музыки (нем. Donaueschinger Musiktage für zeitgenössische Tonkunst), стала тяготеть к крупным оркестровым сочинениям. В первых фестивальных концертах произведения авторов, стоявших у истоков фестиваля, соседствовали с новейшими работами: так, программа 1951 года включала сочинения Хиндемита, Белы Бартока, Оливье Мессиана и Пьера Булеза. Среди других композиторов, составлявших в 1950-60-е гг. основу фестивальной программы, были Карлхайнц Штокхаузен, Лучано Берио, Луиджи Ноно, Джон Кейдж, Яннис Ксенакис, Эдгар Варез, Маурисио Кагель, Бернд Алоис Циммерман, Элиот Картер, Ханс Вернер Хенце, Кшиштоф Пендерецкий.
После смерти Штробеля в 1970 году новое руководство убрало из названия фестиваля указание на сосредоточенность на современной музыке, хотя фактически это по-прежнему в значительной мере имеет место. С 1992 г. фестивалем руководит Армин Кёлер, к числу авторов, чья музыка имеет для программы важнейшее значение, принадлежат Дьёрдь Лигети, Вольфганг Рим, Фредерик Ржевский, Конлон Нэнкэрроу, Брайан Фернихоу.